# Estrilda
Estrilda es un género de aves paseriformes perteneciente a la familia Estrildidae. Sus miembros son nativos de África, excepto una especie que vive en Arabia.

## Especies
Contiene las siguientes especies:
- Estrilda astrild – estrilda común;
- Estrilda atricapilla – estrilda capirotada;
- Estrilda caerulescens – estrilda azulada;
- Estrilda charmosyna – estrilda ventrirrosada;
- Estrilda erythronotos – estrilda carinegra;
- Estrilda kandti – estrilda de Kandt;
- Estrilda melpoda - estrilda carinaranja;
- Estrilda nigriloris – estrilda ojinegra;
- Estrilda nonnula – estrilda monjita;
- Estrilda ochrogaster – estrilda de Abisinia;
- Estrilda paludicola – estrilda pechiparda;
- Estrilda perreini – estrilda colinegra;
- Estrilda poliopareia – estrilda del Níger;
- Estrilda rhodopyga – estrilda culirroja;
- Estrilda rufibarba – estrilda árabe;
- Estrilda thomensis – estrilda cenicienta;
- Estrilda troglodytes – estrilda culinegra.

## Carácter invasor en España
Debido a su potencial colonizador y constituir una amenaza grave para las especies autóctonas, los hábitats o los ecosistemas, todas las especies y subespecies dentro del género Estrilda  han sido incluidas en el Catálogo Español de Especies Exóticas Invasoras, regulado por el Real Decreto 630/2013, de 2 de agosto, estando prohibida en España su introducción en el medio natural, posesión, transporte, tráfico y comercio.